# Kanton Le Pecq
Kanton Le Pecq (fr. Canton du Pecq) je francouzský kanton v departementu Yvelines v regionu Île-de-France. Skládá se ze tří obcí.

## Obce kantonu
- Fourqueux
- Mareil-Marly
- Le Pecq